# Simon Greul
Simon Greul (Stoccarda, 13 aprile 1981) è un ex tennista tedesco.
Ha raggiunto il suo più alto ranking nel singolo il 22 marzo 2010, con la 55ª posizione, mentre nel doppio ha raggiunto il 121º posto il 12 aprile 2010.